# Livre (rivière)
Pour les articles homonymes, voir Livre.
La Livre est une rivière française qui coule entièrement dans le département de la Marne. C'est un affluent en rive droite de la Marne et donc un sous-affluent de la Seine.

## Toponymie
Selon la légende, la Livre doit son nom à sainte Berthe. À l'époque où elle fonda son abbaye dans le Val d'Or à Avenay, le vallon n'était arrosé par aucune rivière. Elle acheta donc une fontaine, au hameau Vertuelle (à Louvois), pour une livre. Berthe pria et la fontaine devint la source d'un ruisseau, qui alimentait l'abbaye. Depuis, cette rivière a gardé le nom de « la livre ».

## Communes traversées
D'après le SANDRE, la Livre prend sa source entre Mailly-Champagne et La Neuville-en-Chaillois. Elle arrose les communes de Louvois, Tauxières-Mutry, Fontaine-sur-Ay, Avenay-Val-d'Or et elle se jette dans la Marne sur le territoire de Mareuil-sur-Ay.